# Première réforme de l’État belge
| |  |  |
| La première réforme de l’État divise le territoire national en entités fédérées : dans un premier temps trois communautés culturelles (carte de gauche) et trois régions administratives (carte de droite). |  |  |

La première réforme de l'État belge est le premier volet d'une série de réformes de l’État lancées en Belgique à la fin des années 1960, avec, pour toile de fond, la naissance du fédéralisme belge pour tenter d’apporter une solution aux tensions communautaires dans le Royaume, entrainant la fin de l'état-nation unitaire et la transition vers un état fédéral.
Ce premier opus entre en vigueur entre l'année 1970 et 1973 sous le l'égide de deux gouvernements dirigés par le premier ministre Gaston Eyskens (gouvernement Gaston Eyskens IV et gouvernement Gaston Eyskens V), après les élections de 1968 puis celles de 1971.
Cette première réforme introduit des changements majeurs dans les institutions de la Belgique qui seront poursuivis dans les réformes précédente. Elle révise la constitution belge et créé notamment trois communautés culturelles, trois régions administratives et quatre régions linguistiques.

## Contexte
La transformation de l'État unitaire vers un État fédéral est à l'ordre du jour depuis la fin de la Seconde Guerre mondiale, mais processus débute dans les années 1960, accéléré par les tensions communautaires entre francophones et néerlandophones, particulièrement après la délimitation de la frontière linguistique. La législation sur l'usage des langues en Belgique divise le territoire national en quatre régions linguistiques et consacre l'unilinguisme de la région de langue allemande, de la région de langue française ainsi que de la région de langue néerlandaise, tandis qu'elle dispose du bilinguisme (français / néerlandais) de la région bruxelloise.
Cela ne suffit toutefois pas à apaiser les tensions entre le mouvement flamand et le mouvement wallon et mène à la mise en œuvre concrète d'un premier opus de réformes de l'état. 
Face au déclin économique au sud du pays et à l'essor du nord, les francophones réclament la création de régions, œuvrant dans les domaines économiques.

## Contenu

### Communautés
La première réforme de l'État prévoit par ailleurs la création de trois « communautés culturelles » qui deviendront les communautés linguistiques lors de la deuxième réforme : 
- La communauté culturelle française, aujourd'hui la communauté française de Belgique.
- La communauté culturelle germanophone, aujourd'hui la communauté germanophone de Belgique.
- La communauté culturelle néerlandaise, aujourd’hui la communauté flamande.

La communauté culturelle française et néerlandaise sont dotées d'une assemblée, le conseil culturel, installé dès 1971. Celui-ci, composé des députés et sénateurs d'expression française ou néerlandaise, légifère par décret dans les matières qui sont de sa compétence (principalement l'emploi des langues et la culture). La Communauté culturelle allemande est dotée d'un Conseil (et non d'un Conseil culturel) en 1973, qui ne dispose pas du pouvoir décrétal : celui-ci adopte des règlements. 
Les trois Communautés culturelles ne disposent alors pas du pouvoir exécutif : c'est le gouvernement national qui assure alors ce rôle.

### Fédéral
Lors de la première réforme de l'État, l'organisation de la Chambre et du Sénat, ainsi que la composition du gouvernement sont modifiées. Les parlementaires sont désormais répartis en groupes linguistiques, un francophone et un néerlandophone. La parité linguistique est instituée au sein du Conseil des ministres et le premier ministre n'est pas nécessairement inclus dans le calcul de parité. Désormais, certaines lois, dites « lois spéciales », devront être adoptées à la Chambre et au Sénat en réunissant deux tiers des voix et la majorité absolue dans chacun des groupes linguistiques. La procédure de la sonnette d'alarme est également introduite.
C'est principalement depuis cette réforme que la majorité des partis politiques belges sont unilingues et sont donc scindés en deux partis distincts.

### Régions
La première réforme de l'État créée les trois Régions de Belgique par l'article 107quater de la Constitution belge : 
- La région de Bruxelles-Capitale, qui ne sera toutefois pas mise en œuvre avant la troisième réforme, faute d'un accord entre les différents partis.
- La région flamande
- La région wallonne.

La loi dite « Perin-Vandekerckhove » du 1er août 1974 créée des institutions régionales à titre préparatoire. Celle-ci met en place trois conseils régionaux pouvant donner des avis non contraignants sur les matières régionales et des comités ministériels régionaux au sein du gouvernement.

## Caractéristiques
Outre la révision constitutionnelle du 24 décembre 1970, la première réforme de l'État est constituée de l'adoption de plusieurs nouvelles lois :
- la loi du 3 juillet 1971 relative à la répartition des membres des chambres législatives en groupes linguistiques et portant diverses dispositions relatives aux conseils culturels pour la communauté culturelle française et pour la communauté culturelle néerlandaise.
- la loi du 21 juillet 1971 relative à la compétence et au fonctionnement des conseils culturels pour la communauté culturelle française et pour la communauté culturelle néerlandaise.
- la loi du 26 juillet 1971 organisant les agglomérations et fédérations de communes, qui a pour effet la création de l'agglomération bruxelloise, réunissant les 19 communes de l'arrondissement administratif de Bruxelles-Capitale.
- la loi du 10 juillet 1973 relative au Conseil de la Communauté culturelle allemande (adoptée sous la législature suivante).

Dans la foulée de cette première réforme de l'État, le Pacte culturel est conclu entre les principaux partis afin de protéger les minorités idéologiques et philosophiques. Il sera mis en application avec l'adoption de la loi du 16 juillet 1973.
Les francophones obtiennent des « protections » : les lois importantes nécessitent une majorité spéciale (qui implique en particulier la majorité dans chaque groupe linguistique), la procédure dite de la « sonnette d'alarme » est mise en place et le conseil des ministres est désormais paritaire. En échange, les Flamands obtiennent la fixation de la frontière linguistique, les communautés culturelles et l'ajournement de la création des régions[réf. nécessaire] (voir ci-après).

## Révision constitutionnelle
Différents articles de la Constitution belge sont révisés, ou même créés pour l'occasion. Parmi eux :
- L'article 1
- L'article 2
- L'article 3
- L'article 4
- L'article 5
- L'article 11
- L'article 25 bis, aujourd'hui 34
- L'article 43
- L'article 54
- L'article 99